# Matthias Vohrer
Matthias Vohrer (* 7. Januar 1966 in Reutlingen) ist ein ehemaliger deutscher Basketballspieler.

## Laufbahn
Bei der Kadetten-Europameisterschaft in Tübingen und Ludwigsburg gewann Vohrer mit der bundesdeutschen Auswahl die Bronzemedaille. Laut DBB-Journal bildete er mit Michael Koch, Jan Villwock und Kai Nürnberger ein „magisches Viereck“. Vohrer führte die Heimmannschaft während des Turniers als bester Korbschütze mit einem Punkteschnitt von 13,1 je Begegnung an. Sein Höchstwert waren 20 Zähler im Spiel um den dritten Platz. Im August 1984 nahm er mit der bundesdeutschen Juniorennationalmannschaft an der EM in Schweden teil und erzielte dort 8,7 Punkte pro Partie.
Vohrer spielte für den SV 03 Tübingen und stellte in der 2. Basketball-Bundesliga seine Angriffsstärke unter Beweis. 1992 stieg er mit Tübingen als Meister der 2. Liga Süd in die Basketball-Bundesliga auf. Während der Aufstiegssaison erzielte er bei zehn Einsätzen im Durchschnitt 7,9 Punkte je Spiel. Beruflich wurde Vohrer im Bereich Lagertechnikfahrzeuge tätig.